# Leah Thomas
Leah Thomas, née le 30 mai 1989 à Santa Clara en Californie, est une coureuse cycliste professionnelle américaine.

## Biographie
Elle pratique la gymnastique dans sa jeunesse. À l'université, elle se met à la course à pied, participant à un marathon. Elle finit cependant par se blesser au pied. Elle commence alors le cyclisme. Elle participe à sa première course en 2013. Elle devient professionnelle mi-2015 et délaisse sa profession de professeur d'espagnol.
En 2017, elle remporte le contre-la-montre individuel du Tour of the Gila.
Aux Championnats panaméricains, Leah Thomas s'impose sur le contre-la-montre. Elle est ensuite troisième du championnats des États-Unis.
Au Tour d'Italie, sur la huitième étape, dans la côte de Clauzetto, onze coureuses dont Leah Thomas et Elizabeth Banks se détachent. À quatorze kilomètres de l'arrivée, Elizabeth Banks place une offensive, mais est reprise. Malgorzata Jasinska et Leah Thomas contrent, mais le groupe les reprend. À onze kilomètres du but, Banks remet le couvert. Aidée par Leah Thomas derrière, qui couvre les attaques de Pauliena Rooijakkers notamment, elle compte une vingtaine de secondes d'avance jusqu'à l'arrivée. Au Tour d'Écosse, sur l'ultime étape, Cecilie Uttrup Ludwig attaque proche de l'arrivée. Elle est reprise par un groupe de dix coureuses dans le final. Leah Thomas s'impose au sprint dans ce groupe et s'empare ainsi de la victoire finale. Cecilie Uttrup Ludwig est la meilleure grimpeuse et Nikola Noskova la meilleure jeune.
Aux championnats du monde du contre-la-montre, elle prend la septième place. En octobre, elle remporte le Chrono des Nations-Les Herbiers-Vendée.
Leah Thomas gagne la quatrième étape de la Setmana Ciclista Valenciana.
Aux Strade Bianche, Leah Thomas est dans l'échappée de onze coureuses qui se forme peu avant le kilomètre cinquante. Mavi Garcia puis Annemiek van Vleuten attaquent durant la course et s'isolent à l'avant. Derrière, Leah Thomas qui a attaqué à dix kilomètres de l'arrivée, complète le podium.

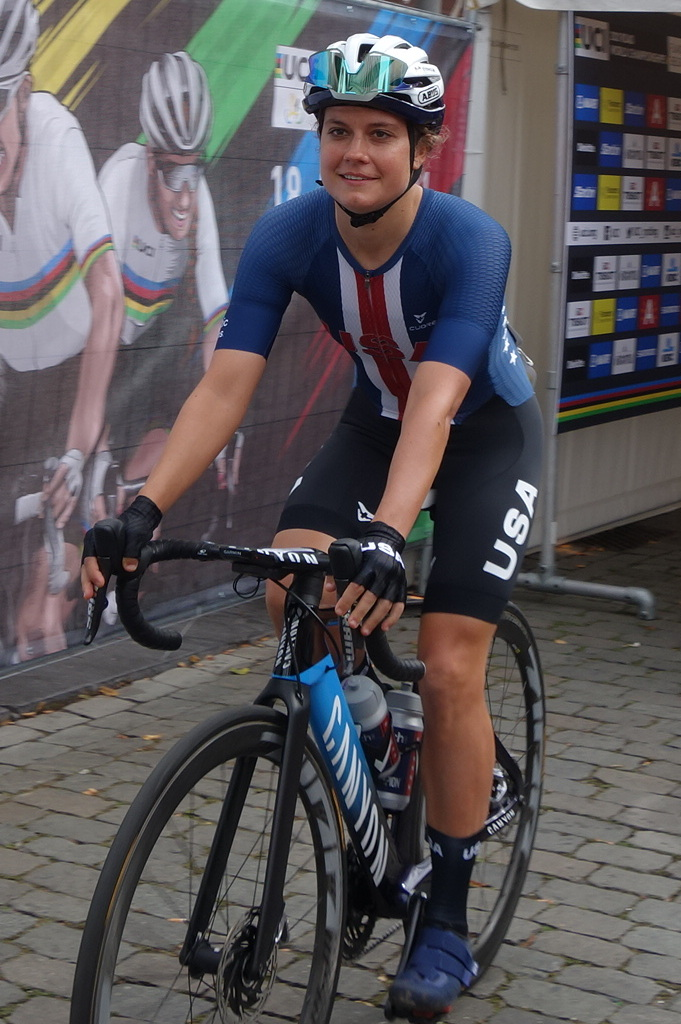
Au départ des championnats du monde

À la Flèche brabançonne, la bonne échappée part à vingt-trois kilomètres de l'arrivée avec Thomas. Elle prend la quatrième place du sprint. À Liège-Bastogne-Liège, Niamh Fisher-Black attaque après la côte de Wanne. Elle emmène avec elle six autres coureuses dont Leah Thomas. Le groupe est repris à cinquante kilomètres de l'arrivée dans la côte de Desnié.  
Au Tour de l'Ardèche, au kilomètre quatre-vingt-quatre de la deuxième étape, Leah Thomas profite de la montée pour placer une offensive. Elle emmène avec elle trois autres coureuses. La jonction avec la tête de course a lieu au kilomètre cent. À trois kilomètres de l'arrivée, Leah Thomas part seule et va s'imposer. Elle prend la tête du classement général. Sur la quatrième étape, dans l'avant dernier col, un groupe de cinq favorites autour de Leah Thomas s'extrait du reste du peloton. Ruth Winder s'impose seule. Leah Thomas est deuxième. Elle reste avec les autres favorites le lendemain et se classe cinquième. Elle est quatrième de la dernière étape. Celui lui permet de remporter le classement général.

## Palmarès sur route

### Par années
- 2015
  - Cat's Hill Classic
  - 2e de la Chico Stage Race
- 2016
  - 5e étape de la Redlands Bicycle Classic
  - 2e étape du Tour de Californie (contre-la-montre par équipes)
  - 2e de la Valley of the Sun Stage Race
  - 2e de la Chico Stage Race
- 2017
  - Valley of the Sun Stage Race :
    - Classement général
    - 1re étape (contre-la-montre)

  - 3e étape du Tour of the Gila
  - 2e de la Winston-Salem Cycling Classic
  - 3e de la Chico Stage Race
  - 3e du Tour of the Gila
  - 3e du championnat des États-Unis du contre-la-montre
  - 3e du Tour de l'Ardèche
- 2018
  - Valley of the Sun Stage Race :
    - Classement général
    - 1re étape (contre-la-montre)

  - Tour de Feminin - O cenu Ceskeho Svycarska
  - Chrono champenois
  - 3e de la Joe Martin Stage Race
  - 3e du Tour of the Gila
  - 5e du championnat du monde du contre-la-montre
- 2019
  -  Championne panaméricaine du contre-la-montre
  - Tour d'Écosse : 
    - Classement général
    - 3e étape

  - Chrono des Nations-Les Herbiers-Vendée
  - 3e du championnat des États-Unis du contre-la-montre
  - 7e du championnat du monde du contre-la-montre
- 2020
  - 4e étape de la Setmana Ciclista Valenciana
  - 3e des Strade Bianche
- 2021
  - Tour cycliste féminin international de l'Ardèche : 
    - Classement général
    - 2e étape
- 2022
  -  Championne des États-Unis du contre-la-montre
  - 5e du championnat du monde du contre-la-montre

### Résultats sur les grands tours

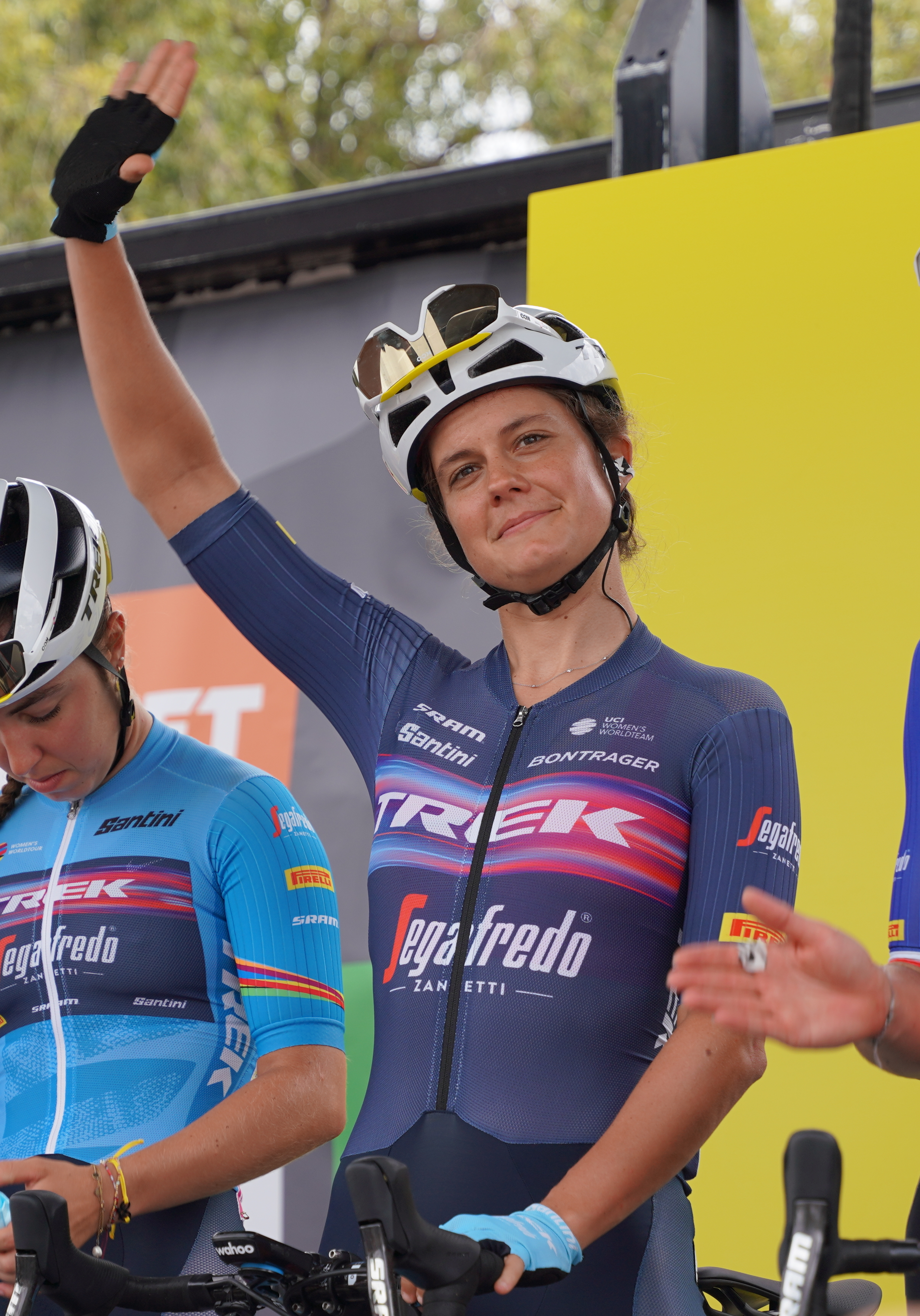
2022, sur le Tour de France.

#### Tour d'Italie
3 participations
- 2019 : 22e
- 2021 : 16e
- 2022 : 24e

#### Tour de France
1 participation :
- 2022 : 53e

### Classements mondiaux
| Année                                 | 2016 | 2017 | 2018 | 2019 | 2020 | 2021 | 2022 |
| ------------------------------------- | ---- | ---- | ---- | ---- | ---- | ---- | ---- |
| Classement UCI                        | 107e | 52e  | 34e  | 34e  | 47e  | 40e  | 128e |
| UCI World Tour                        | 62e  | 94e  | 72e  | 51e  | 31e  | 39e  | 132e |
|                                       |      |      |      |      |      |      |      |
| Légende : nc = non classéSource : UCI |      |      |      |      |      |      |      |